# ITER
ITER (acronimo di International Thermonuclear Experimental Reactor, inteso anche nel significato originale latino di "percorso" o "cammino") è un progetto internazionale che si propone di realizzare un reattore a fusione nucleare di tipo sperimentale, in grado di produrre un plasma di fusione con più potenza rispetto alla potenza elettrica richiesta a tutto l'impianto per riscaldare il plasma stesso. Il reattore è progettato per essere equivalente a un reattore di potenza zero (netto). Nello specifico, ITER è un reattore deuterio-trizio in cui il confinamento del plasma è ottenuto in un campo magnetico all'interno di una macchina denominata tokamak.
La costruzione è in corso a Cadarache, nel Sud della Francia, ad opera di un consorzio internazionale composto da Unione europea, Russia, Cina, Giappone, Stati Uniti d'America, India, Corea del Sud.
Inizialmente, il progetto prevedeva l'accensione del tokamak (la cosiddetta ignizione del primo plasma) per il 2019, a un costo complessivo di costruzione stimato di 10 miliardi di euro. Nel 2009 i costi di costruzione sono stati rivisti al rialzo a 15 miliardi di euro, con un costo operativo di circa 290 milioni di euro all'anno (al cambio del 2010) una volta che il tokamak fosse stato a regime.
In seguito, il 16 giugno 2016 il consiglio direttivo di ITER ha annunciato che la previsione iniziale per la data di ignizione del primo plasma doveva essere spostata in avanti di più di cinque anni, indicando il dicembre 2025 quale data più realistica.
Alla fine del 2022 sono state scoperte delle fessurazioni nelle saldature dei due settori della camera del Tokamak già calati e installati all'interno del complesso e a luglio 2024 è stato annunciato che l'impatto dei danni non permetterà di generare il primo plasma prima del 2033 e iniziare la fase deuterio-trizio prima del 2039.

## Scopi
ITER è un reattore sperimentale, il cui scopo principale è il raggiungimento di una reazione di fusione stabile (500 MW prodotti per una durata di circa 10 minuti), validando e, se possibile, incrementando le attuali conoscenze sulla fisica del plasma. Il reattore non è progettato per convertire in elettricità la potenza termica prodotta, o per essere utilizzato a fini commerciali. L'energia in eccesso prodotta dalle reazioni di fusione verrà dirottata in una apposita zona di scarico termico dove sarà dissipata facendo evaporare grandi volumi di acqua.
Nel corso della costruzione e dell'esercizio di ITER saranno integrate e collaudate molte delle soluzioni tecnologiche nel campo della criogenia, della superconduttività e delle tecniche di vuoto spinto necessarie per i futuri prototipi di centrale elettrica a fusione, denominati complessivamente prototipi di tipo DEMO.
Più di quaranta differenti sistemi di monitoraggio saranno installati all'interno di ITER per ottenere il maggior numero possibile di informazioni sul comportamento del plasma alle condizioni operative previste per la fusione nucleare.

### Altri obiettivi
Oltre alla grande sfida ingegneristica e gestionale rappresentata dal progetto, tra gli obiettivi di ITER vi è anche la verifica delle proprietà teoriche previste per un plasma di deuterio-trizio ad alta temperatura. 
In particolare, il funzionamento di ITER consentirà di:
- dimostrare che è possibile produrre un plasma avente caratteristiche vicine a quelle richieste per la fusione e che è possibile mantenere questo plasma in condizioni stabili e controllate per tempi dell'ordine dei 400 secondi;
- dimostrare che le particelle alfa prodotte dalle reazioni di fusione sono in grado di riscaldare efficientemente la parte centrale del plasma stesso;
- caratterizzare le regioni di formazione di instabilità, individuando quali energie e condizioni operative consentono di mantenere stabile il toro di plasma. Questa procedura costituisce la prassi per la messa in esercizio di ogni tokamak costruito finora, ma non è mai stata applicata a condizioni operative utili per applicazioni commerciali, come invece avverrà in ITER[9];
- verificare la fattibilità del sistema di riduzione delle instabilità tramite iniezione di piccoli proiettili di materia o di getti di gas all'interno del toro di plasma, così da disperdere l'energia accumulata durante l'instabilità prima che questa possa diventare critica[10];
- dimostrare l'efficacia del sistema di rimozione dal centro del plasma delle particelle alfa in eccesso: il sistema di rimozione è basato su una configurazione a X del campo magnetico che permette di dirottare le particelle cariche in uscita dal toro di plasma su specifici bersagli rimpiazzabili posti lungo le pareti della camera di confinamento. L'insieme dei bersagli viene denominato divertore. Il divertore è già utilizzato negli esperimenti tokamak esistenti, ma non è stato mai testato nelle condizioni di alti flussi termici che saranno tipiche di ITER. Nell'ottobre 2013 è stato stabilito che il divertore sarà composto da bersagli di tungsteno[11];
- testare i sistemi di riscaldamento del plasma, in particolare le antenne a radiofrequenza e gli iniettori di particelle neutre, e verificare l'interazione di questi metodi di riscaldamento con le particelle alfa prodotte dalla fusione.

## Specifiche tecniche

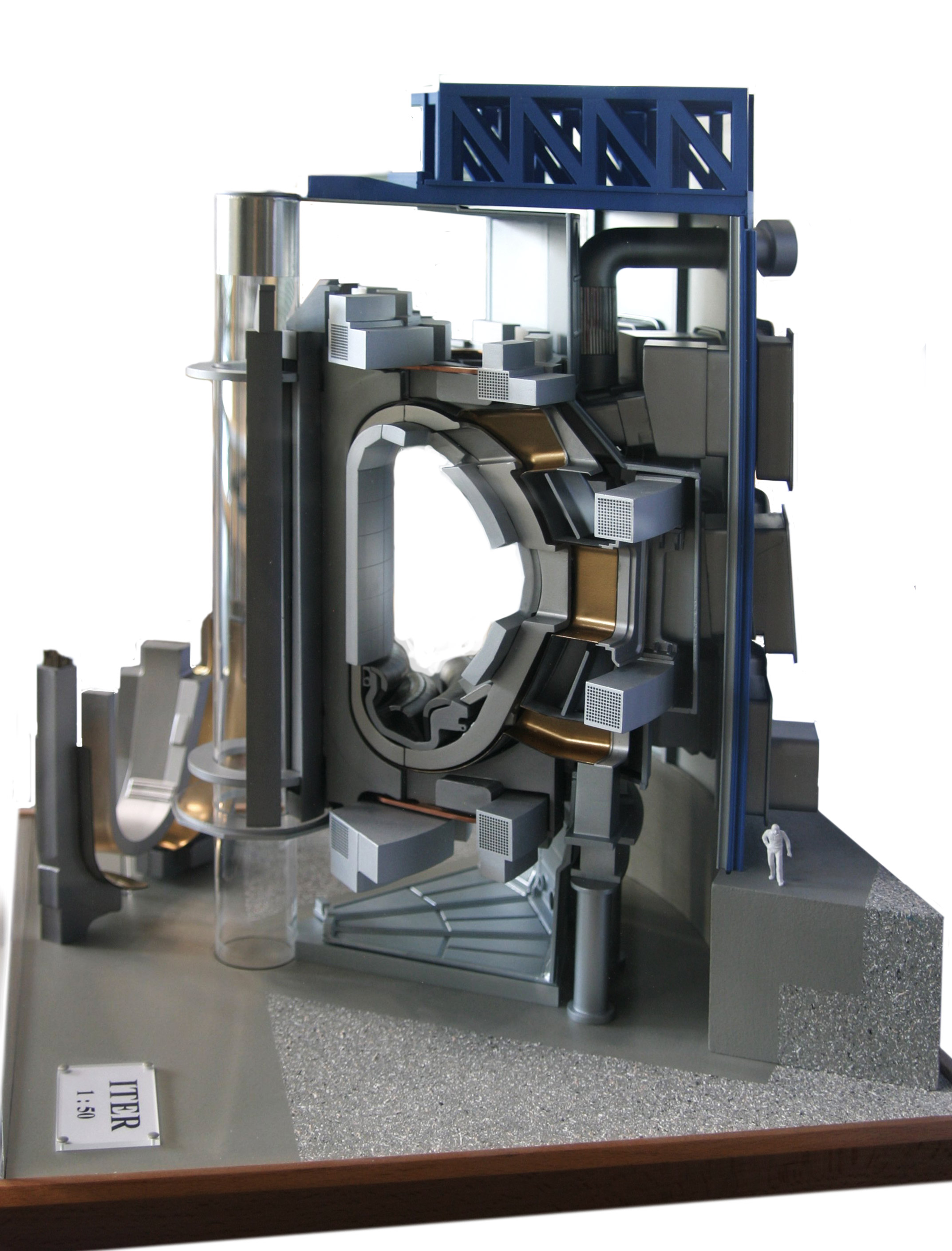
Modello dell'ITER. Notare le dimensioni del toroide paragonate a quelle del tecnico in tuta bianca in basso a destra

Il complesso di ITER sarà composto da trentanove edifici e aree tecniche disposti su una spianata di oltre 40 ettari.
Il complesso centrale, in cui avverrà la fusione nucleare, sarà composto dalla camera del tokamak con la relativa camera fredda, dall'edificio diagnostico, dall'edificio di miscelamento del trizio, dall'edificio di riscaldamento a radiofrequenza, dall'edificio di assemblaggio e da costruzioni accessorie come la sala di controllo, le aree per gli impianti ausiliari (riscaldamento, aria condizionata, ventilazione), un complesso di passaggio per la pulizia del materiale da assemblare, il compressore per l'impianto criogenico e una sala di controllo elettrico.
Il plasma sarà contenuto all'interno di una camera a vuoto di forma toroidale del volume di 1 400 metri cubi nella quale sarà creato un alto vuoto iniziale a una pressione di circa 0,1 Pa. Il volume occupato dal plasma vero e proprio all'interno della camera sarà di 840 metri cubi.
La miscela gassosa di deuterio-trizio che formerà il plasma sarà iniettata molto velocemente nella camera a vuoto tramite un sistema di pompaggio con portata media di 200 Pa*m3/s e quindi trasformata in un plasma tramite ionizzazione indotta da un sistema elettrico. La massa complessiva di combustibile deuterio-trizio necessaria per il funzionamento di ITER sarà inferiore a 1 grammo.
I quattrocentoquaranta pannelli che comporranno la parete interna della camera a vuoto (prima parete), ossia quella che affronterà direttamente il plasma, saranno costituiti da uno strato di 6–10 mm di berillio, mentre gli strati più esterni saranno costruiti in rame ad alta resistenza e in acciaio inossidabile. Tutto il sistema sarà raffreddato da un circuito ad acqua che manterrà la parete in berillio alla temperatura di circa 240 °C. 
Le pareti dovranno trasmettere efficientemente al sistema di raffreddamento il calore prodotto dal plasma e dovranno catturare il maggior numero possibile di neutroni provenienti dalle reazioni di fusione, così da ridurre il danneggiamento degli strati esterni del reattore a seguito dell'attivazione neutronica.
L'insieme dei vari strati protettivi della camera a vuoto è denominato blanket (coperta), che si estenderà su una superficie complessiva di 600 metri quadrati. Il test degli strati protettivi - specialmente della prima parete in berillio - a condizioni di esercizio comparabili con quelle di ITER sarà effettuato utilizzando il reattore sperimentale JET, che attualmente è l'unico esistente al mondo in grado di utilizzare una miscela di deuterio-trizio per la reazione di fusione.
Il campo magnetico all'interno del tokamak sarà prodotto da un solenoide centrale e da ventiquattro bobine superconduttrici, diciotto delle quali in lega di Tri-niobio stagno (Nb3Sn) disposte perpendicolarmente all'anello del toroide (avvolgimenti toroidali, 9+1 costruiti a La Spezia dall'italiana ASG Superconductors e otto costruiti in Giappone) e sei in lega di niobio titanio (NbTi) disposte sul piano a esso parallelo (avvolgimenti poloidali, costruiti direttamente in sito dietro supervisione italiana sempre di ASG). Ogni avvolgimento sarà composto da diciotto strati sovrapposti di nastro superconduttore in lega; ogni strato sarà formato da nastro avvolto a spirale all'interno del quale si troveranno i canali di raffreddamento. In totale saranno utilizzati circa 100 000 km di nastro superconduttore. La costruzione degli avvolgimenti di ITER ha più che raddoppiato la produzione mondiale di lega superconduttrice al NbTi.
Tutte le bobine saranno alimentate in corrente continua, che sarà ottenuta dalla corrente alternata della rete elettrica francese tramite convertitori magnetici. L'energia totale contenuta nel campo magnetico del tokamak ammonterà a 41 GJ.
Per dare un'idea delle dimensioni del tokamak ogni bobina toroidale è lunga 10 metri e largo 16 metri, per un peso di 120 tonnellate e un costo di circa 53 milioni di euro.
Per garantire la superconduttività dei magneti, tutto il tokamak sarà inserito all'interno di una "camera fredda" (criostato) di 16 000 metri cubi di volume, che circonderà la macchina con una zona isolante ad altissimo vuoto (10-6 atmosfere) e nella quale sarà inserito un circuito di raffreddamento ad elio liquido supercritico che manterrà gli avvolgimenti alla temperatura di 4 K. La camera fredda richiederà la costruzione del più grande sistema di raffreddamento criogenico del mondo.
Il plasma all'interno del tokamak sarà riscaldato fino alla temperatura di fusione tramite l'iniezione nella camera a vuoto di atomi di idrogeno ad alta velocità che, tramite collisioni, trasferiranno la loro energia ai componenti del plasma. Due sistemi aggiuntivi a radiofrequenza (40-55 MHz e 170 GHz) saranno inoltre utilizzati per riscaldare tramite risonanza rispettivamente gli ioni e gli elettroni del plasma Circa metà dell'energia richiesta sarà fornita dall'iniezione di atomi di idrogeno e l'altra metà dai sistemi a radiofrequenza.
Il consumo elettrico previsto dal tokamak durante le operazioni con il plasma (iniezione di atomi, attivazione dei magneti, riscaldamento del plasma, ecc:) è intorno ai 300 MW in corrente continua, a cui si aggiungono altri 100 MW in corrente alternata necessari ai sistemi di funzionamento ausiliari come l'impianto criogenico, l'impianto di raffreddamento ad acqua e l'impianto di miscelazione del trizio.
In determinati punti di intersezione delle linee di campo magnetico prodotte dagli avvolgimenti è possibile che il plasma possa entrare in contatto con le pareti del tokamak. In corrispondenza di questi punti saranno quindi disposti sulla parete interna dei bersagli a elevata resistenza termica e magnetica che trasformeranno in calore l'energia in eccesso e la scaricheranno su un divertore esterno, composto da cinquantaquattro blocchi di tungsteno da 10 tonnellate l'uno disposti sul fondo della camera del tokamak. Si prevede che i blocchi di tungsteno riceveranno un flusso termico di 10-20 MW per metro quadrato e che raggiungeranno una temperatura di 1200 °C. La temperatura dei blocchi sarà controllata da un sistema di raffreddamento ad acqua a 70 °C che, riscaldandosi fino alla temperatura di 120 °C, rimuoverà il calore in eccesso
Un robot a controllo remoto sarà in grado di rimuovere e sostituire le sezioni del divertore usurate durante l'esercizio del reattore. Sono previste 2-3 sostituzioni di tutti i componenti del divertore nel corso della vita operativa di ITER.
Il controllo delle instabilità del plasma (Edge Localized Modes - ELM - che generano concentrazioni localizzate di plasma ad alta energia con riduzione dell'efficienza del tokamak) sarà effettuato tramite iniezione di proiettili di deuterio-neon congelati del diametro di 25 mm, sparati ad alta velocità (300 m/s) all'interno delle regioni del plasma in cui un ELM sta per formarsi,. L'effetto inteso dei proiettili è quello di modificare la densità del plasma e quindi di dissipare gli ELM prima che possano diventare critici. Un tipo di proiettile alternativo, a base di granuli di Litio è stato testato con successo nel 2014 dal Princeton Plasma Physics Laboratory. Un'ulteriore alternativa è basata sull'iniezione di gas - neon, argon, deuterio o elio - a alta velocità all'interno del plasma.
I dati tecnici del tokamak sono i seguenti:
- Altezza edificio: 24 m
- Larghezza edificio: 30 m
- Massa del tokamak: 23 000 ton
- Massa della camera del plasma: 8 000 ton
- Raggio esterno del plasma: 6,2 m
- Raggio interno del plasma: 2 m
- Temperatura di plasma: 1,5 × 108 K
- Potenza in ingresso: 620 MW
- Potenza in uscita: 500-700 MW
- Volume del plasma: 837 m³
- Superficie del plasma: 678 m²
- Massimo campo magnetico toroidale al raggio maggiore del plasma: 11,8 T
- Durata dell'impulso di fusione: > 300 s
- Fattore di guadagno nell'energia da fusione (Parametro Q): 10

In una fase iniziale, la potenza prodotta dal plasma sarà asportata con uno shielding blanket (mantello protettivo) refrigerato ad acqua.
Almeno fino al 2025 non è previsto l'inserimento nella macchina di un breeding blanket (mantello per la produzione di trizio). Il trizio necessario per il mantenimento della reazione di fusione (circa 240 g/giorno) dovrà essere approvvigionato da fonti esterne, probabilmente dai reattori canadesi CANDU, considerando che le altre possibili fonti sono sotto controllo militare.

## Bilancio energetico della fusione in ITER
Con il termine di fattore di guadagno della fusione (Q) si intende il rapporto tra la potenza prodotta dalle reazioni di fusione e la potenza termica introdotta nel tokamak per riscaldare il plasma fino alla temperatura di fusione.
Anche se a prima vista un valore di Q appena superiore a 1 appare sufficiente a produrre energia netta dalla fusione nucleare (perché l'energia che ioni e elettroni dissipano per radiazione di frenamento all'interno del plasma è inferiore a quella generata dalla fusione dei nuclei); si devono tuttavia tenere in considerazione diverse perdite di energia dovute a altri fenomeni fisici e limitazioni ingegneristiche, che riducono fortemente l'efficienza del processo di fusione. Di seguito sono discusse le principali limitazioni.
Dal punto di vista fisico si deve osservare che le reazioni di fusione non generano solo particelle alfa (nuclei di elio carichi positivamente, che rimangono confinati nel tokamak e producono energia utile) ma anche neutroni che, essendo elettricamente neutri, sfuggono al confinamento magnetico e trasportano fuori dal tokamak parte dell'energia prodotta. L'energia dei neutroni va quindi sprecata sotto forma di calore trasmesso per collisione alle pareti del blanket. 
Per contrastare la perdita di energia da parte dei neutroni (soddisfacimento del criterio di Lawson quando si tiene conto anche delle perdite di massa) si deve quindi fornire più energia di quella richiesta per avere Q = 1. Se si considera un valore tipico di efficienza per questo processo emerge che si deve avere almeno Q = 3.
Dal punto di vista ingegneristico si deve considerare che la potenza termica fornita dall'esterno per riscaldare il plasma è solo una frazione della potenza totale che l'intero complesso di ITER assorbe dalla rete elettrica per consentire al tokamak di operare. La potenza elettrica viene utilizzata per garantire la superconduttività degli avvolgimenti del tokamak, l'alto vuoto all'interno della camera, le condizioni criogeniche di temperatura, il funzionamento di tutti i sistemi ausiliari, ecc. Oltre ad assorbire energia tutti questi sistemi non sono ideali e hanno un'efficienza decisamente inferiore a 1.
Nel caso di ITER, tenendo conto anche dell'energia necessaria a far funzionare i vari impianti ausiliari, il fattore di guadagno della fusione necessario ad avere una produzione netta di energia quando tutte le perdite sono comprese è Q = 10.
Da notare che, allo stato attuale della tecnologia (Agosto 2023), il massimo valore di Q prodotto da ogni altra macchina sperimentale per la fusione nucleare (tokamak, stellarator, NIF, strizione o altro) non ha mai superato Q = 1.75 , valore che è stato ottenuto dal reattore sperimentale NIF.
Il fattore di guadagno che verrà realizzato con ITER rappresenta quindi il vero progresso nella tecnologia della fusione nucleare, ottenendo per la prima volta le cosiddette condizioni di burning plasma che sono alla base di un autentico sfruttamento dell'energia da fusione.

## Avanzamento dei lavori
- 2005: il 28 giugno viene annunciata, in via ufficiale, la scelta del sito di Cadarache (Francia) come luogo per la costruzione di ITER.
- 2006: iniziano i lavori preparatori per i vari cantieri e l'adeguamento del collegamento con la costa; la sede stradale è ampliata e modificata così da consentire il passaggio dei carichi eccezionali rappresentati da varie parti del reattore assemblate all'estero e spedite via mare.
- 2009: completamento della costruzione della vasta spianata (400 m x 1 000 m) su cui sorgeranno l'impianto e i laboratori di ricerca.
- 2010 (agosto): iniziano i primi lavori di scavo per la costruzione degli edifici che ospiteranno il tokamak, la zona di assemblaggio dei magneti e la direzione.
- 2012 (primavera): completamento dell'edificio di assemblaggio dei magneti; nello stesso periodo sono completate e testate la sottostazione elettrica e il relativo allacciamento alla rete ad alta tensione francese, infrastrutture necessarie a fornire l'energia richiesta per alimentare l'impianto.
- 2012 (estate): iniziano i lavori di scavo per la camera di assemblaggio principale adiacente alla camera del tokamak, mentre sono completate le fondamenta del tokamak e il palazzo uffici della direzione.
- 2012 (ottobre): inizia il trasferimento del personale nei nuovi uffici della direzione. A regime l'edificio ospiterà circa cinquecento persone.
- 2013: il 17 gennaio il palazzo uffici della direzione è ufficialmente inaugurato.
- 2013 (primavera): posa delle fondamenta della camera di assemblaggio principale e del laboratorio criogenico, due strutture accessorie che faranno parte dell'edificio del tokamak.
- 2013 (estate): inizia la costruzione di una serie di strade interne e edifici accessori (uffici, mensa, infermeria) necessari a gestire il grosso dei lavoratori previsti sul cantiere durante il picco delle attività che si verificherà nel 2015.
- 2013 (settembre): inizia la costruzione del laboratorio criogenico. È completata la rete sotterranea di drenaggio e di tunnel tecnici sotterranei scavata all'interno della spianata su cui sorgerà il tokamak. È effettuato un primo test su strada - dalla costa all'impianto - del mezzo di trasporto eccezionale che sarà utilizzato per inviare al cantiere i componenti più grandi di ITER assemblati all'estero.
- 2013 (novembre): iniziano i lavori preparatori per l'ampliamento del palazzo uffici della direzione, così da raggiungere, a regime, una capacità di circa ottocento persone.
- 2013 (dicembre): inizia la copertura delle fondamenta antisismiche della camera del tokamak.
- 2014 (febbraio): sono completati gli edifici accessori (uffici, mensa, infermeria) necessari alle maestranze aggiuntive previste nel periodo di picco dei lavori di costruzione.
- 2014 (aprile): è completata la costruzione del laboratorio criogenico.
- 2014 (agosto): sono completate le fondamenta antisismiche della camera del tokamak.
- 2014 (ottobre): è completato l'ampliamento del palazzo uffici della direzione.
- 2014 (ottobre): iniziano i lavori di costruzione della camera di assemblaggio principale.
- 2015 (aprile): iniziano i lavori di costruzione dello scudo biologico (bioshield), una parete di cemento armato spessa tre metri che circonderà il nucleo del tokamak e il criostato.
- 2015 (maggio): è installato il primo dei quattro trasformatori principali dell'impianto.
- 2015 (giugno): è completato il magazzino principale per lo stoccaggio dei componenti in attesa di installazione.
- 2015 (luglio): inizia l'allestimento dell'edificio di assemblaggio dei magneti con due camere bianche e con i vari macchinari necessari alla costruzione degli avvolgimenti magnetici.
- 2015 (autunno): iniziano i lavori di costruzione dell'edificio dei servizi, necessario alla distribuzione di diversi servizi industriali (acqua di raffreddamento, ecc.) alle altre strutture del complesso di ITER.
- 2015 (ottobre): iniziano i lavori di scavo per l'edificio dell'impianto criogenico.
- 2015 (ottobre): iniziano i lavori preparatori alla costruzione degli edifici che conterranno i giganteschi convertitori magnetici di ITER.
- 2015 (ottobre): è completata l'installazione dei quattro trasformatori dell'impianto per il servizio in regime stazionario.
- 2015 (dicembre): iniziano i lavori di scavo per l'edificio di riscaldamento a radiofrequenza.
- 2016 (febbraio): iniziano i lavori preparatori per le fondamenta del sistema di torri e bacino di raffreddamento.
- 2016 (aprile): sono completate le fondamenta e le strutture sotterranee (gallerie tecniche) dell'edificio dell'impianto criogenico.
- 2016 (aprile): sono costruite le colonne del livello B1 della camera del tokamak. La cima delle colonne coincide con il livello stradale, portando quindi a completamento la parte sotterranea del tokamak.
- 2016 (luglio): inizia la costruzione del complesso di passaggio, una camera adiacente all'edificio di assemblaggio principale destinata a accogliere i vari componenti da assemblare e a operare come diaframma tra l'edificio di assemblaggio e l'esterno.
- 2016 (agosto): è completato l'edificio dei servizi, e iniziano i lavori di allestimento dei suoi impianti interni.
- 2016 (settembre): sono completate le fondamenta del sistema di torri e bacino di raffreddamento.
- 2016 (settembre): il magazzino di stoccaggio principale inizia a accogliere i primi componenti in attesa di installazione.
- 2016 (settembre): inizia la costruzione dell'edificio dell'impianto criogenico.
- 2016 (ottobre): è installato il primo dei tre grandi trasformatori per il servizio in regime impulsato.
- 2017 (maggio): completata la costruzione del primo dei diciotto magneti superconduttori nello stabilimento della Asg Superconductors di La Spezia (che ne ha in produzione un totale di nove), sito nei pressi della locale centrale termoelettrica, ed in collaborazione con l'ENEA e il CNR.
- 2017 (novembre): la fase di costruzione degli edifici di ITER ha raggiunto la soglia del 50% di completamento[38]. Si stima un progresso nella costruzione dell'impianto pari allo 0,6 % in più ogni mese[39].
- 2018 (novembre): la fase di costruzione degli edifici di ITER ha raggiunto la soglia del 60% di completamento[40].
- 2018 (dicembre): è completata la zona di scarico termico.
- 2019 (marzo): sono stati completati i due edifici dei convertitori magnetici e un edificio di controllo elettrico nei pressi della sottostazione che collega ITER alla rete nazionale francese
- 2019 (giugno): è stata costruita la struttura della torre di raffreddamento che, secondo la tabella di marcia, verrà terminata entro il 2021.
- 2019 (novembre): è stato completato l'edificio principale e le opere civili[41].
- 2020 : è stato completato il complesso della vasca di evaporazione e delle ventole di raffreddamento in cui sarà convogliata l'energia in eccesso prodotta dal Tokamak[42].
- 2020 : la parte inferiore del cilindro criostato è stata installata nel pozzo del Tokamak, ed è stata saldata alla base del criostato già presente nel pozzo. Questa operazione ha dato il via libera ai lavori per la costruzione della camera del plasma, in cui i vari settori poloidali e gli anelli toroidali saranno calati in sequenza nel pozzo.
- 2020 (novembre) : Il consiglio direttivo di ITER ha mantenuto la data del 2025 per la generazione del Primo Plasma, nonostante le restizioni dovute al COVID-19 che hanno rallentato le attività di costruzione del sito e l'arrivo dei vari componenti da parte dei fornitori[43].

.
- 2021 (aprile): il primo magnete poloidale (PF coil numero 6) è stato installato nella camera del Tokamak[44].
- 2021 (settembre): il secondo magnete poloidale (PF coil numero 5) è stato installato nella camera del Tokamak[44].
- 2021 (dicembre): sono completati gli scavi dell'edificio della Centrale di Controllo e della camera di generazione a radiofrequenza per il riscaldamento degli ioni e degli elettroni del plasma[44].
- 2021 (dicembre): è stata costruita una nuova area magazzino di 2500 m3 per lo stoccaggio temporaneo dei materiali del Tokamak. Alla fine dell'anno la costruzione degli edifici del complesso di ITER ha raggiunto l'83% di completamento, gli studi ingegneristici hanno raggiunto il 98% di completamento e la fabbricazione dei vari componenti necessari al funzionamento del sistema ha superato l'87% di completamento[44].
- 2022 (novembre): la Cina, uno dei 7 produttori di pannelli del Tokamak, ha testato con successo 54 dei 440 pannelli dell'ITER, che formano la prima parete chiamata a resistere a temperature di 150 milioni di gradi[45].
- 2022 (novembre): ITER ha pubblicato la scoperta di fessurazioni millimetriche negli scudi termici e nei settori poloidali (PF coil 5 e 6) già installati nel Tokamak. La scoperta risale a una serie di test di tenuta effettuati alla fine del 2021, la causa è stata identificata in un eccessivo stress meccanico sui canali di raffreddamento al momento della loro saldatura al resto dei settori, aggravata da una lenta reazione di corrosione operata da residui di cloro provenienti delle precedenti fasi di lavorazione dei componenti. Di conseguenza il Concilio di ITER ha sospeso la posa di nuovi settori all'interno del Tokamak e ha dato disposizione per l'estrazione dei due settori già installati, così da verificare in modo approfondito l'estensione delle fessurazioni su tutti i settori e provvedere alla riparazione[46]

Nel corso del 2016 il numero di operai attivi contemporaneamente nei vari cantieri del complesso ha raggiunto le 1 000 unità. 
Si prevede che il numero di operai attivi raggiungerà un picco di 4 000 persone nel 2021/2022.
A luglio 2024 è stato annunciato che l'impatto dei danni avvenuti a fine 2022 non permetterà di generare il primo plasma prima del 2033, di raggiungere la piena potenza dei magneti prima del 2036 e iniziare la fase deuterio-trizio prima del 2039. 
La durata operativa utile dell'impianto è prevista in circa vent'anni.

## Successori
Come già indicato gli obiettivi dell'ITER sono la realizzazione di un plasma di fusione in grado di produrre più potenza rispetto alla potenza richiesta per riscaldare il plasma e in grado di sostenere la fusione nucleare per un tempo superiore ai pochi secondi degli esperimenti analoghi.
ITER non è progettato per produrre energia elettrica sfruttabile da utenze esterne, un compito che è invece assegnato alla generazione successiva di reattori, collettivamente chiamati reattori DEMO. Concepito come un progetto singolo, nel corso degli anni il reattore DEMO si è moltiplicato in una serie di progetti differenti che verranno intrapresi dai singoli membri del Consorzio di ITER. Molti di essi prevedono la costruzione di reattori a fusione intermedi tra ITER e DEMO allo scopo di testare le componenti che verranno infine utilizzate per i reattori di tipo DEMO. Alla data di marzo 2019 sono previsti almeno 6 progetti differenti; in tutti i casi non si prevede la messa in esercizio di un reattore di tipo DEMO prima del 2040-2050.
- La Cina prevede di costruire nel decennio 2020 il China Fusion Engineering Test Reactor come passo intermedio prima di un vero reattore DEMO, da costruirsi non prima del decennio successivo.
- L'Unione Europea e il Giappone hanno firmato nel 2007 un accordo decennale per un Broader Approach alla fusione nucleare che ha portato alla costruzione di una serie di strutture accessorie utili allo studio del plasma di ITER (tokamak JT-60SA, IFMIF e IFERC) e probabilmente proseguirà nella progettazione e costruzione congiunta di almeno un reattore di tipo DEMO entro il 2050[49]. Almeno per quanto riguarda il DEMO europeo l'architettura e il design riprenderanno in gran parte quelli di ITER[50], allo scopo di risparmiare sui tempi e sui costi di costruzione.
- L'India prevede di costruire un tokamak intermedio chiamato SST-2 in grado di produrre almeno 80 MW di potenza elettrica netta e testare tutte le componenti utili a un successivo reattore DEMO. La costruzione di SST-2 dovrebbe avvenire nel periodo 2027-2037, seguita subito dopo dalla costruzione di un reattore di tipo DEMO.
- La Corea del Sud ha iniziato nel 2012 lo studio concettuale di un proprio reattore chiamato K-DEMO, da costruirsi nel periodo 2037-2050.
- La Russia ha in progetto un impianto ibrido intermedio a fusione-fissione chiamato DEMO-FNS, da costruirsi già a partire dal 2023. In questo impianto i neutroni prodotti dalla reazione di fusione verranno utilizzati per l'arricchimento dell'uranio da utilizzare in un impianto a fissione tradizionale. La costruzione di un vero e proprio impianto di tipo DEMO è prevista entro il 2050.
- Gli Stati Uniti stanno studiando un impianto intermedio chiamato Fusion Nuclear Science Facility (FNSF) da costruirsi intorno al 2030 e destinato a testare le componenti di un futuro impianto di tipo DEMO (in questo seguendo la stessa strategia messa in campo dall'India). La costruzione di un vero impianto di tipo DEMO è prevista dopo il 2050.

A prescindere dal tipo di progetto, un reattore di tipo DEMO sarà più grande e costoso di ITER dato che sarà necessario realizzare delle strutture sensibilmente più complesse per la produzione del trizio direttamente nell'impianto (blanket). Inoltre, le necessità di efficienza nella produzione di energia costringeranno all'uso di refrigeranti diversi dall'acqua - utilizzata invece in ITER - richiedendo per questo tecnologie più avanzate e, quindi, più costose.